# توماس موران
توماس موران (انگلیسی: Thomas Moran; ۱۲ فوریهٔ ۱۸۳۷ – ۲۵ اوت ۱۹۲۶) گردشگر، و نقاش اهل ایالات متحده آمریکا بود.